# Catedral de Quelimane
A Catedral de Quelimane, oficialmente a Catedral de Nossa Senhora do Livramento é um edifício religioso da Igreja Católica situado em Quelimane, Moçambique. É a sede da Diocese de Quelimane.
O edifício foi inaugurado em 1969, coincidindo com a mudança da sede da diocese da antiga catedral, conhecida como Catedral Velha que foi inaugurada em 1786 e se apresentava em adiantado estado de degradação.
O projecto do edifício foi realizado pelo arquitecto Megre Pires no início da década de 1960.